# Поздняя Лян
Поздняя Лян (кит. упр. 后凉, пиньинь Hòu Liáng) — одно из 16 варварских государств, на которые распался в IV веке Северный Китай. Существовало в 386—403 годах.
Основателем Поздней Лян был вождь племени ди — Люй Гуан (呂光), выходец из рода Люй. Племя ди вместе с племенем цян обитали в эпоху Хань в Ганьсу и Цинхае. В период Троецарствия в Китае, дийцы переселились в пределы Китая. Тогдашний правитель царства Вэй, Цао Цао, направил более 50 тысяч кибиток племени ди из Уду (Чэнсянь, провинция Ганьсу) на жительство в Циньчуань (район Гуаньчжун — Лундун).
Люй Гуан держался в стороне от войн бущевавших в Китае. Но в 397 году он казнил одного из вождей хунну, которые жили в его государстве. Цзюйцюй Мэнсюнь, племянник казнённого провозгласил себя царём северной Лян. Одновременно восстали сяньбийцы племени туфа в городе Лэду (около Синина) провозгласили южную Лян. Люй Гуан отрёкся от престола и умер 399 году.
В стране началась смута. Китаец Ли Гао основал западную Лян. Войска Поздней Цинь совершили поход и разгромили остатки государства.

## Императоры Поздней Лян
| Храмовое имя       | Посмертное имя                                                      | Личное имя              | Годы правления | Девиз правления (年號 niánhào) и годы                                                         |
| ------------------ | ------------------------------------------------------------------- | ----------------------- | -------------- | --------------------------------------------------------------------------------------------- |
| Тай-цзу 太祖 Tàizǔ | И У-ван 懿武王 Yìwǔwáng                                             | Люй Гуан 呂光 Lǚ Guāng  | 386—399        | - Тайань (太安 Tàiān) 386—389 - Луньцзя (麟嘉 Lúnjiā) 389—396 - Лунфэй (龍飛 Lóngfēi) 396—399 |
| отсутствует        | Инь-ван 隱王 Yǐnwáng                                                | Люй Шао 呂紹 Lǚ Shào    | 399            | - Лунфэй (龍飛 Lóngfēi) 399                                                                   |
| отсутствует        | Лин-ван 靈王 Língwáng                                               | Люй Цзуань 呂纂 Lǚ Zuǎn | 399—401        | - Сяньнин (咸寧 Xiánníng) 399—401                                                             |
| отсутствует        | Шан Шу-гун 尚書公 Shàngshūgōng или Цзянькан-гун 建康公 Jiànkānggōng | Люй Лун 呂隆 Lǚ Lóng    | 401—403        | - Шэньдин (神鼎 Shéndǐng) 401—403                                                             |